# بوبي مارتينيز
بوبي مارتينيز (بالإنجليزية: Bobby Martinez)‏ هو متركمج أمريكي، ولد في 26 مايو 1982 في سانتا باربارا في الولايات المتحدة.

## وصلات خارجية
- بوبي مارتينيز على موقع الرابطة العالمية لركوب الأمواج (الإنجليزية)
- بوبي مارتينيز على موقع EncyclopediaOfSurfing.com (الإنجليزية)